# Al-Muhtadi abbászida kalifa
Al-Muhtadi billáh (arab betűkkel المهتدي بالله – al-Muhtadī billāh), eredeti nevén Abu Iszhák Muhammad (arabul أبو إسحاق محمد – Abū Isḥāq Muḥammad; ? – Mezopotámia, Szamarra, 870. június 21.), al-Vászik fia volt az Abbászida-dinasztia tizennegyedik kalifája (uralkodott 869-től haláláig). Melléknevének (al-Muhtadi billáh) jelentése: [Isten által] helyesen vezetett. A szamarrai anarchia egyik törökök által trónra tett uralkodója volt.
Miután al-Mutazzt meggyilkolták az elmaradt juttatások miatt lázongó katonái, a szamarrai török hadvezérek unokatestvérét, al-Vászik kalifa fiát, al-Muhtadit tették hatalomra. Elődeihez képest al-Muhtadi szokatlan erkölcsösségről és erényességéről tett tanúbizonyságot, ami miatt a korabeli irodalmárok egyöntetűen dicsérik őt. Rövid uralkodása alatt ugyan nem tudta megerősíteni uralkodói hatalmát, sem helyreállítani a birodalom egységét, de száműzte udvarából a bort, a zenét, a szerencsejátékot és a táncot, illetve régi szokást felélesztve ismét személyesen ítélkezett bizonyos ügyekben. Puritanizmusa és önálló egyénisége komoly ellenérzést szült a rabszolgahadsereg köreiben, így alig egy éven belül meggyilkolták.